# Néstor García Canclini
Néstor García Canclini (La Plata, Argentina, 1 de diciembre de 1939) es un escritor, profesor, antropólogo y crítico cultural argentino. Desde 1976 reside en la Ciudad de México.

## Biografía
Tras doctorarse en filosofía en 1975 en la Universidad de la Plata, tres años después gracias a una beca otorgada por el CONICET se doctoró en la Universidad de Nanterre. Ejerció la docencia en la Universidad de La Plata entre 1966 y 1975 y en la Universidad de Buenos Aires en 1974 y 1975.
Fue profesor visitante en: Universidad de Nápoles, de Austin, Stanford, de Barcelona y de São Paulo. Desde 1990 se desempeña como profesor e investigador de la Universidad Autónoma Metropolitana Unidad Iztapalapa, Allí dirigió hasta 2007 el Programa de Estudios sobre Cultura Urbana. Es investigador emérito del Sistema Nacional de Investigadores dependiente del Consejo Nacional de Ciencia y Tecnología (Conacyt) de México.
Ha desarrollado teorías referentes a los temas consumismo, globalización e interculturalidad en América Latina.

## Líneas de investigación
En Comunicación y consumo en tiempos neoconservadores, el teórico afirma que las investigaciones comunicacionales, centradas en las ciencias sociales, han hecho visibles áreas del desarrollo cultural latinoamericano, en el cual se establece la relación entre consumismo y ciudadanía. El consumo, producto de la globalización, ha generado una nueva concepción de ciudadano, en tanto que la cantidad de bienes que una persona puede adquirir determinan el estatus social que tenga y, por ende, el rol del ciudadano común -en términos de participación política- depende de qué tan consumidor sea.
La causa principal del fenómeno es la globalización. Para Canclini, este concepto no tiene una definición propia, depende de las circunstancias y los contextos en que se presente. En el caso latinoamericano, la globalización no es un hecho perceptible, sino un concepto imaginado, constituye un paradigma de la sociedad latina que rige las relaciones entre los individuos (se tiene la noción de que ‘existe’, pero en realidad es producto de una serie de parámetros que la sociedad latina se ha impuesto a sí misma para asemejarse al primer mundo).
Lo anterior se puede ver reflejado en la crítica a los estudios de mercadeo que solo cuentan las cifras económicas de la entrada de América Latina al comercio mundial, mas no tienen en cuenta el cambio simbólico-social que ello genera, en su libro La Globalización Imaginada, capítulo ‘Mercado e Interculturalidad: América Latina entre Europa y Estados Unidos’.
Con respecto al último eje de investigación, Canclini propone que el espacio cultural latinoamericano y los circuitos transicionales están inmersos en las construcciones imaginadas sobre la identidad de nosotros y de los otros; la élite latina construye la ciudad en semejanza a las grandes metrópolis europeas y estadounidenses, mientras que el resto del pueblo pretende sobrevivir con sus tradiciones en el proceso modernizador.

“La industria cultural es analizada como matriz de desorganización y reorganización de una experiencia temporal mucho más compatible con las desterritorializaciones y relocalizaciones que implican las migraciones sociales y las fragmentaciones culturales de la vida urbana que la que configuran la cultura de élite o la cultura popular, ambas ligadas a una temporalidad “moderna”; esto es, una experiencia hecha de sedimentaciones, acumulaciones e innovaciones. Industria cultural y comunicaciones masivas designan los nuevos procesos de producción y circulación de la cultura, que corresponden no sólo a innovaciones tecnológicas sino a nuevas formas de la sensibilidad, a nuevos tipos de recepción, de disfrute y apropiación."

En el libro Lectores, espectadores e internautas, Canclini pregunta. ¿Qué significa ser lector, espectador e internauta? ¿Cuáles son los hábitos culturales de una persona que concurre en estas tres actividades? Canclini habla del lector en dos sentidos, el primero haciendo referencia al campo literario como lo estudia Hans Robert Jauss y la segunda a través del sistema editorial como lo hace Umberto Eco. Acusa al sistema de querer generar nuevos lectores solo a través de medios impresos, sin tomar en cuenta los medios digitales. El concepto de espectador está ligado con el tipo de espectáculos a los cuales se asiste, cine, televisión, recitales, etc. Y el internauta es "un actor multimodal que lee, ve, escucha y combina materiales diversos, procedentes de la lectura y de los espectáculos".
El libro se desarrolla en forma de diccionario, empezando en la A de apertura y terminando en la Z de zapping. Describe nuevos conceptos que ha traído la era digital. El lector -espectador- internauta lee más en Internet que en papel. En este libro muestra tanto los ofrecimientos de la tecnología como los aspectos negativos que no todos conocen.

## Reconocimientos

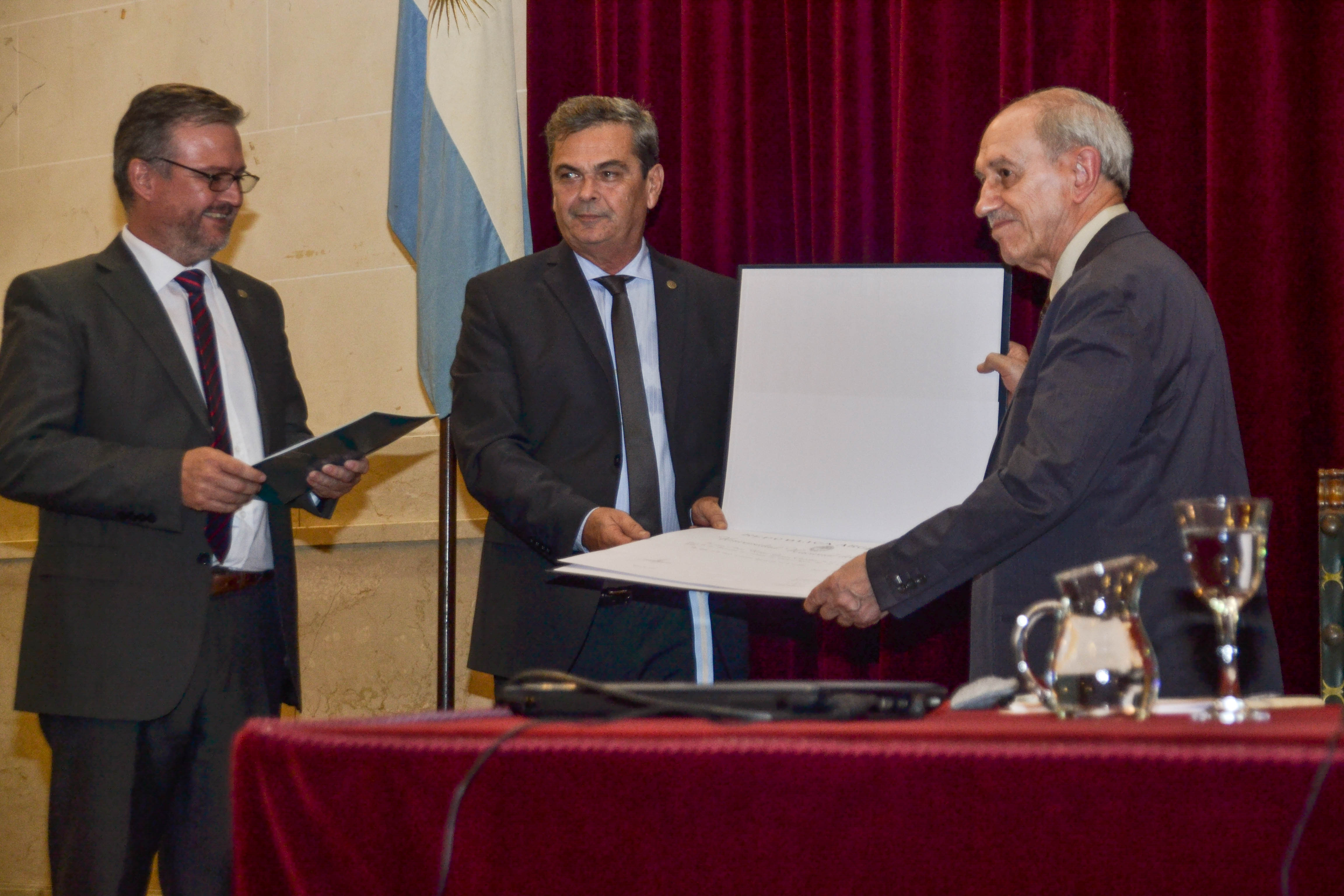
Néstor García Canclini recibe la distinción en manos del rector de la Universidad Nacional del Litoral Miguel Irigoyen y del decano de la Facultad de Humanidades y Ciencias, Claudio Lizarraga.

En 1996 recibió un Diploma al Mérito de la Fundación Konex en la categoría «Estética, Teoría e Historia del Arte».
Recibió la beca Gugghenheim, el Premio de Ensayo otorgado por la Casa de las Américas y el Book Award de la Latin American Studies Association por su libro Culturas Híbridas como mejor libro en español sobre América Latina.
En 2012 recibió de la Universidad Nacional de Córdoba el Premio Universitario de Cultura “400 años” durante la apertura del Tercer Congreso Internacional de la Asociación Argentina de Estudios de Cine y Audiovisual del que fue orador inaugural.
En 2014 la Secretaría de Educación Pública le otorgó el Premio Nacional de Ciencias y Artes en el área de Historia, Ciencias Sociales y Filosofía.
En 2017, en el cierre del VIII Encuentro Nacional y V latinoamericano: La Universidad como objeto de Estudio "La Reforma Universitaria entre dos siglos", recibió el 33° honoris causa de la Universidad Nacional del Litoral. 
En 2019 ha sido investigador invitado del CALAS - Maria Sibylla Merian Center for Advanced Latin American Studies en Guadalajara. En el marco de sus investigaciones en el CALAS publicó el libro "Ciudadanos reemplazados por algoritmos".
En 2022 fue distinguido con el título doctor honoris causa de la Universidad Nacional de La Plata.

## Obra
García Canclini ha sido uno de los principales antropólogos que han tratado la modernidad, la posmodernidad y la cultura desde la perspectiva latinoamericana. Uno de los principales términos que ha acuñado es el de «hibridación cultural», un fenómeno que "se materializa en escenarios multideterminados donde diversos sistemas se intersectan e interpenetran." Un ejemplo de esto son los grupos musicales contemporáneos que mezclan o yuxtaponen corrientes globales como el pop con ritmos autóctonos o tradicionales.
En una de sus obras más conocidas, Consumidores y ciudadanos define al consumo como "el conjunto de procesos socioculturales en los que se realizan la apropiación y los usos de los productos".
Ha escrito los siguientes libros:
- Arte popular y sociedad en América Latina, Grijalbo, México, (1977)
- La producción simbólica. Teoría y método en sociología del arte, Siglo XXI, México, (1979)
- Las culturas populares en el capitalismo, Nueva Imagen, México, (1982)
- ¿De qué estamos hablando cuando hablamos de lo popular?, CLAEH, Montevideo, 1986
- Cultura transnacional y culturas populares (ed. con R. Roncagliolo), Ipal, Lima, 1988
- Culturas híbridas. Estrategias para entrar y salir de la modernidad, Grijalbo, México, 1990
- Cultura y Comunicación: entre lo global y lo local, Ediciones de Periodismo y Comunicación.
- Las industrias culturales y el desarrollo de México, con Ernesto Piedras Feria 2008, México, DF, siglo XXI Editores.
- Las industrias culturales en la integración latinoamericana 2002
- La globalización imaginada, Paidós, Barcelona, 1999
- Latinoamericanos buscando lugar en este siglo, Paidós, Buenos Aires, 2002
- Diferentes, desiguales y desconectados. Mapas de la interculturalidad, Gedisa, Barcelona, 2004
- Lectores, espectadores e internautas, Gedisa, Barcelona, 2007
- La sociedad sin relato. Antropología y estética de la inminencia, Buenos Aires y Madrid, Katz editores, 2010, ISBN 978-84-92946-15-0
- Pistas falsas, Sexto Piso, Ciudad de México, 2018. (Es la primera novela de García Canclini).
- Ciudadanos reemplazados por algoritmos. Bielefeld, Guadalajara, Buenos Aires, Quito, San José de Costa Rica, BiUP, 2020, https://www.transcript-publishing.com/978-3-8376-4891-1/ciudadanos-reemplazados-por-algoritmos/?number=978-3-8394-4891-5&c=431000000